# Здание венгерского парламента
Здание венгерского парламента (венг. Országház — О́рсагхаз) — резиденция парламента Венгрии на левом берегу Дуная в Будапеште. В его архитектуре причудливо сплелись элементы неоготики по образцу Вестминстерского дворца и влияние парижского боз-ара (здесь прообразом мог служить Отель-де-Виль).
Ещё в 1843 году было вынесено решение о строительстве здания парламента Венгрии в Пеште. Однако из-за начавшейся вскоре Венгерской революции и установившегося после её подавления режима притеснения венгерского народа властями план не был осуществлён.
Решение о строительстве здания парламента было принято после объединения Буды и Пешта в 1873 году. Конкурс выиграл известный энтузиаст неоготики Имре Штейндль. Участок был выбран на восточном берегу Дуная между двумя первыми постоянными мостами в Будапеште — цепным мостом Сеченьи и мостом Маргит. Строительство велось с 1885 по 1904 годы. Ещё до окончания строительства, в 1896 году, там проводились пышные торжества в честь тысячелетия завоевания Венгрии мадьярскими племенами. Для проведения праздника был открыт Купольный зал Парламента. Здание возвели в неоготическом стиле с элементами восточной архитектуры. Учитывая географию этих мест, Штейндль расположил Парламент так, чтобы со всех сторон в одинаковой мере можно было увидеть его наиболее примечательные черты. По проектам, представленным на конкурс соперниками Штейндля, рядом с парламентом на площади Лайоша Кошута были возведены Этнографический музей и Министерство сельского хозяйства.
Здание парламента — самое большое в Венгрии; в нём 691 помещение, 29 лестниц и 10 двориков. Вокруг здания 88 колонн. Здание планировалось возвести к 1896 году, однако к этому времени удалось построить лишь центральный купольный зал. Высота центрального купола составляет 27 м, диаметр купола — 20 м. Во флигелях, расположенных по обе стороны от купола, находятся залы заседаний парламента (ранее парламент Венгрии был двухпалатным). В настоящее время второй зал заседаний используется для проведения конференций. Фасад украшают статуи правителей Венгрии и Трансильвании. Интерьеры пышно декорированы на средневековый манер с использованием мозаичных панно, витражей и позолоты. Во время социалистического периода истории шпиль здания был увенчан красной звездой, подобно башням Московского Кремля (демонтирована в 1990 году).
В купольном зале парламента, украшенном 16 статуями королей и правителей Венгрии, с 1 января 2000 года (1100-летие государственности Венгрии) хранится Корона святого Иштвана вместе со скипетром, державой и мечом. Первые двадцать минут каждого часа у коронационных регалий стоит почётный караул в исторической униформе. Коронационная мантия святого Иштвана ввиду своей ветхости оставлена на хранение в Венгерском национальном музее и экспонируется там вместе с сундуками, в которых хранились коронационные регалии Венгрии. Фресками и картинами украшены Охотничий зал и Зал депутатов. По зданию венгерского парламента проводятся экскурсии для туристов, в том числе и на русском языке. 
Внутри здания находится небольшой музей парламента.
Близ здания парламента находятся мемориал Кошута, памятники Ференцу Ракоци II, Имре Надю, Аттиле Йожефу и участникам восстания 1956 года в Венгрии.

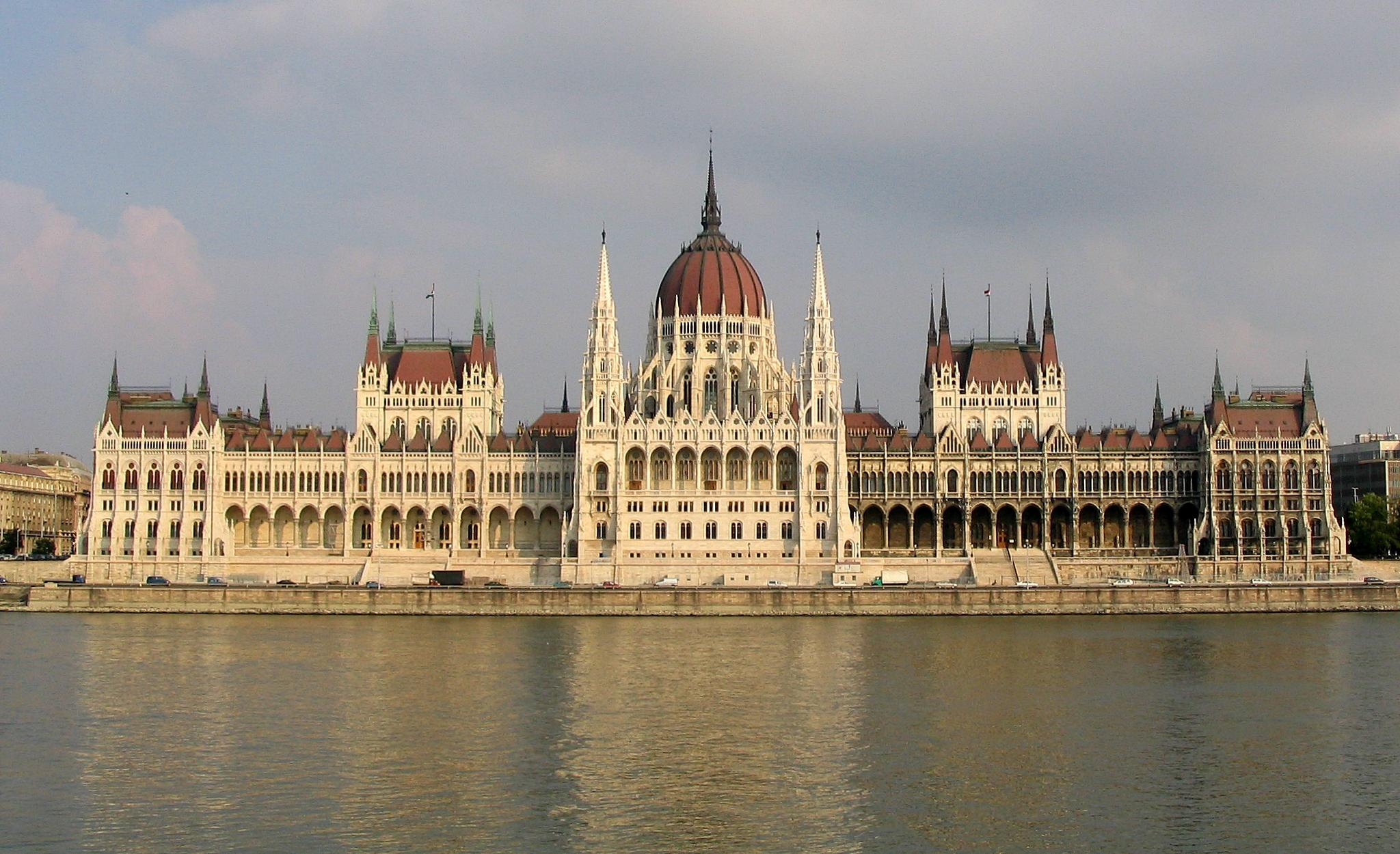
Здание парламента — визитная карточка Будапешта
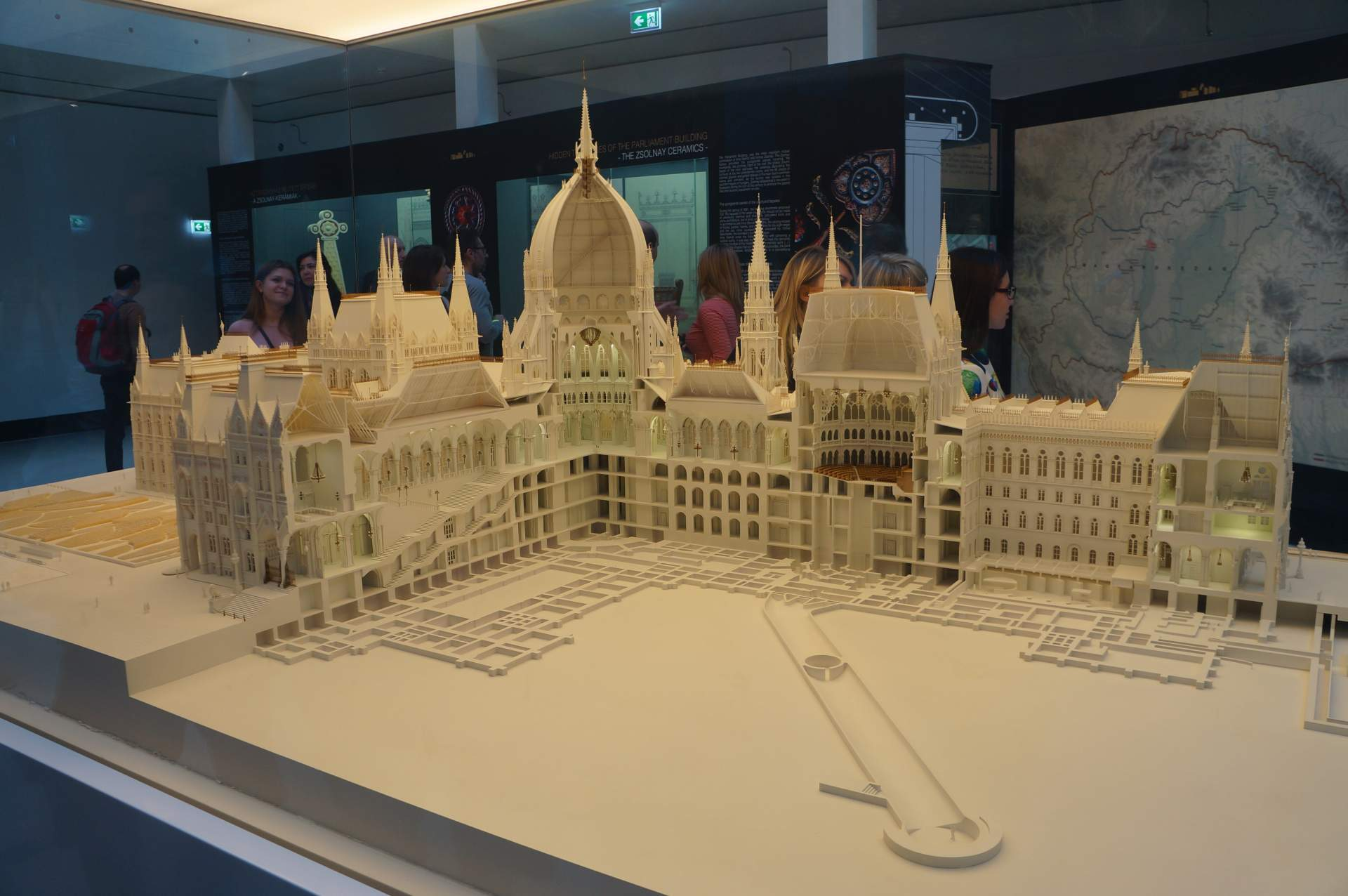
Модель здания в музее парламента